# Kanton Flers-Sud
Der Kanton Flers-Sud war von 1982 bis 2015 ein französischer Wahlkreis im Arrondissement Argentan, im Département Orne und in der Region Basse-Normandie; sein Hauptort war Flers.

## Gemeinden
Der Kanton bestand aus sieben Gemeinden und einem Teil von Flers (angegeben ist hier die Gesamteinwohnerzahl, im Kanton leben etwa 7.600 Einwohner):
| Gemeinde             | Einwohner Jahr | Fläche km² | Bevölkerungsdichte | Code INSEE | Postleitzahl |
| -------------------- | -------------- | ---------- | ------------------ | ---------- | ------------ |
| La Chapelle-au-Moine | 579 (2013)     | –          | – Einw./km²        | 61094      | 61100        |
| La Chapelle-Biche    | 531 (2013)     | –          | – Einw./km²        | 61095      | 61100        |
| Flers                | 14.761 (2013)  | –          | – Einw./km²        | 61169      | 61100        |
| La Lande-Patry       | 1.719 (2013)   | –          | – Einw./km²        | 61218      | 61100        |
| Landigou             | 441 (2013)     | –          | – Einw./km²        | 61221      | 61100        |
| Landisacq            | 751 (2013)     | –          | – Einw./km²        | 61222      | 61100        |
| Saint-Paul           | 637 (2013)     | –          | – Einw./km²        | 61443      | 61100        |
| La Selle-la-Forge    | 1.432 (2013)   | –          | – Einw./km²        | 61466      | 61100        |